# Sibylle von Olfers

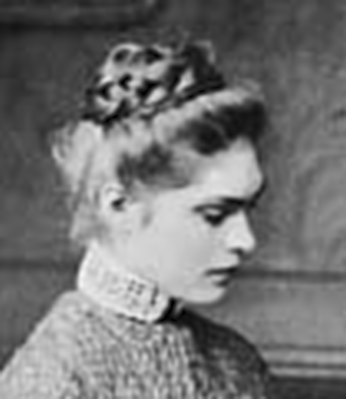
Sibylle von Olfers ca. 1906

Maria Regina Hedwig Sibylla von Olfers (* 8. Mai 1881 in Schloss Metgethen bei Königsberg; † 29. Januar 1916 in Lübeck) war eine deutsche Kunsterzieherin und Ordensschwester, die als Kinderbuchautorin und -illustratorin 1906 ihr bekanntestes Werk Etwas von den Wurzelkindern schuf.

## Leben

### Kindheit
Sibylle von Olfers kam als Maria Regina Hedwig Sibylla von Olfers am 8. Mai 1881 in Schloss Metgethen, dem Herrenhaus des gleichnamigen Gutes, zur Welt. Der Gutsbezirk gehörte damals zum Landkreis Königsberg. Sie war das dritte von fünf Kindern des Sanitätsrates, Naturforschers und Schriftstellers Dr. Ernst Friedrich Franz Gustav Werner Marie von Olfers und seiner zweiten Ehefrau Olga Maria Bertha Freiin Behr. In der ersten Ehe war ihr Vater mit der älteren Schwester ihrer Mutter verheiratet und hatte mit ihr ein Kind, ihren älteren Halbbruder Benedikt. Sie selbst war die Nichte der Marie von Olfers.
Sie wuchs behütet auf und genoss zusammen mit ihren Geschwistern eine umfassende Bildung und Unterricht durch Gouvernanten und Hauslehrer. Auch die Eltern hatten ein besonders herzliches Verhältnis zu ihren zahlreichen Kindern. Sibylle galt als ein „feines, intelligentes Mädchen, das frühzeitig eine Leidenschaft zum Zeichnen offenbarte und sich durch seine phantastischen Spiele und Einfälle von den anderen Kindern unterschied.“ Ihre Großmutter nannte sie trotz ihres sanften Madonnengesichtchens „eine wilde Hummel“ und schrieb an anderer Stelle „Sibyllchen wäre hübscher denn je und begabt, aber sie lernt in den ersten Jahren nicht gut, sie amüsiert sich lieber in den Unterrichtsstunden mit ihren Spielphantasien.“
Ein besonders inniges Verhältnis hatte Sibylle von Olfers zu ihrer kleinen, wenige Jahre später geborenen Schwester, deren Leben sie mit originellen Einfällen und ihren künstlerischen Begabungen glücklich und erfüllt gestaltete. Ihre eigens für ihre Schwester entworfenen Bilderbücher sorgten im Kreise der Familie für Heiterkeit.
Zuweilen zeigte sich aber bei Sibylle schon im Kindesalter eine stille, kindliche Religiosität, wenn sie Andachten vor ihren selbsterrichteten Altärchen hielt, umgeben von zahlreichen Kerzen, Madonnen modellierte oder auf Bestellung ihrer Schwester Heiligenbilder malte.

### Künstlerische Ausbildung
In den Sommermonaten kam ihre Tante Marie von Olfers auf Schloss Metgethen zu Besuch. Sie lebte als Schriftstellerin, Malerin und Salonnière in Berlin und brachte Sibylle das Zeichnen und Malen der Pflanzen und Tiere bei. Stundenlang war Sibylle von Olfers versteckt in einem Winkel des Schlossgartens damit beschäftigt, einen Teil der Natur auf Papier zu bringen.
Auf die Dauer konnte aber ihr Vater Ernst von Olfers das Rittergut Metgethen nicht halten und so musste die Großfamilie bald daraufhin nach Königsberg in eine beengte Stadtwohnung ziehen. Mit siebzehn Jahren kam Sibylle von Olfers zu ihrer Tante nach Berlin, die sie weiterhin im Zeichnen und Malen ausbildete. Außerdem besuchte sie den Kunstunterricht bei Julie Schultzen-Asten auf der Kunstschule.
Als junge Frau wurde sie als anmutige Schönheit beschrieben, die zahlreiche Verehrer hatte und zu zahlreichen gesellschaftlichen Veranstaltungen gern gesehen wurde. „Groß und schlank wuchs sie heran. Goldblondes Haar kontrastierte mit den tiefschwarzen Brauen und langen Seidenwimpern, die große graue, leuchtende Augen überschatteten. Wie eine jener Botticelli-Madonnen war sie, den Blick meist gesenkt, ein ernstes Lächeln um den anmutigen Mund. Aber bei all dieser scheinbaren Ernsthaftigkeit saß ihr ein Schalk im Nacken, ein Schelm, der ihrem Wesen einen ganz besonderen Zauber gab“. Ein Heiratsgesuch eines hohen, konservativen Adligen mit großem Besitz lehnte sie ab, weil ihr die „schillernde und elitäre, nutzlose Welt der Aristokraten“ fremd blieb und sie sich zur Kirche mehr hingezogen fühlte.

### Eintritt in den Orden derGrauen Schwestern von der Heiligen Elisabeth
Zum Entsetzen ihrer Eltern trat sie am 21. Mai 1906 in Königsberg in jenen Orden der Grauen Schwestern von der Heiligen Elisabeth ein, dem sich ihre zwei Jahre ältere Schwester Nina bereits seit 1900 verpflichtet hatte. Sie legte ihren weltlichen Namen ab und wurde nunmehr Schwester Maria Aloysia genannt. Nach zwei Jahren schickte sie der Orden als Schulschwester an eine katholische Volksschule in Lübeck, an der sie sämtliche dort vorhandene Fächer unterrichtete. Neben ihrer Schultätigkeit besuchte sie überdies noch die Kunstschule des Historien-, Landschafts- und Genremalers Willibald Leo von Lütgendorff-Leinburg und übte sich vorwiegend im Kopieren alter italienischer Meister. Für die Pfarrkirche Herz Jesu in Lübeck malte sie ihre ersten Altarbilder, von denen einige heute noch gut erhalten sind. Als sie eine Malerei für die zwölfte Station des Kreuzweges vollendet hatte, brach ein nie ganz auskuriertes Lungenleiden wieder aus.

### Lungenleiden und Tod mit vierunddreißig Jahren
Ein längerer Kuraufenthalt im idyllischen Gardone, das am Westufer des Gardasees liegt, brachte ihre Krankheit vorübergehend zum Stillstand. Durch den Ausbruch des Ersten Weltkrieges musste sie im Frühjahr 1915 vorzeitig nach Lübeck zurückkehren. Ein dreiviertel Jahr lang gelang es ihr, ihrer gewohnten Arbeit nachzugehen, bis sie ihr Lungenleiden am ersten Weihnachtsfeiertag erneut auf das Krankenlager zwang. Sie starb nach vier Wochen im Alter von nur 34 Jahren. „Ihr Tod erregte Teilnahme weit über Lübeck hinaus, zahllos waren die Briefe, die den tiefen Eindruck ihrer Persönlichkeit wiedergeben und den frühen Heimgang der frommen Ordensfrau und begabten Künstlerin beklagten“.

## Ihre Karriere als Kinderbuchillustratorin und -autorin

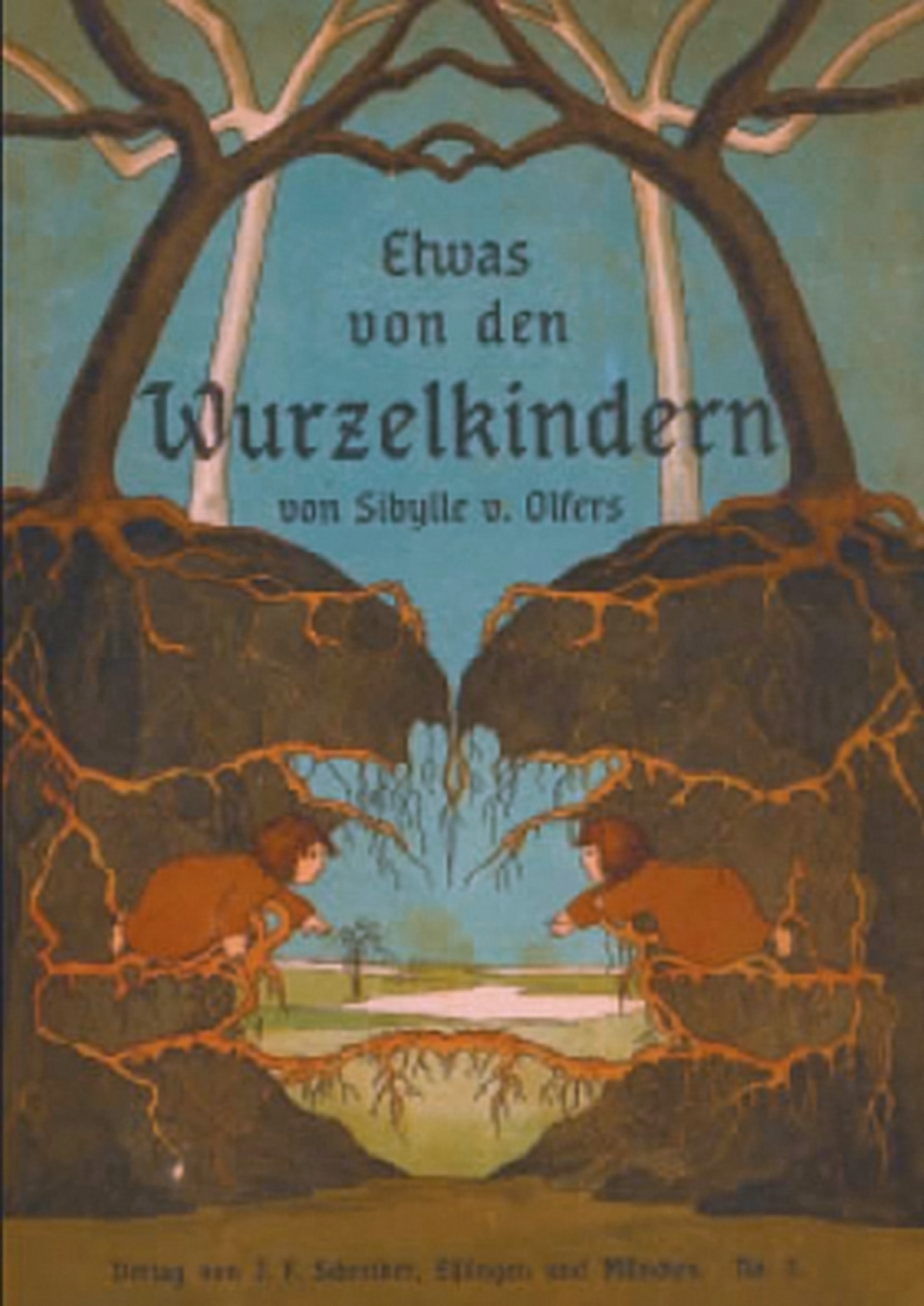
Etwas von den Wurzelkindern
Sibylle von Olfers 1906

In ihrem ersten Buch Was Marilenchen erlebte erfährt ein kleines Mädchen auf poetische Weise vom Reich der Schneeflockenkinder. Es erschien 1905 und mit ihm erreichte Sibylle von Olfers bereits einen beachtlichen Erfolg. Kurz darauf folgte 1906 ihr bekanntestes Werk Etwas von den Wurzelkindern, das schon bald zu einem großen Erfolg wurde und sich zu einem Klassiker unter den Kinderbilderbüchern entwickelte. Es folgten noch weitere acht Bilderbücher, aber keines kam an den Erfolg ihrer Wurzelkinder heran.

## Bedeutung
Was sich in Etwas von den Wurzelkindern bis heute anregend gestaltet, „ist die Stimmung der Geborgenheit der in der mütterlichen Erde lebenden, sich spielerisch entwickelnden, eigene Wege gehenden und schließlich heimkehrenden Kinder. Das macht diesen Jugendstil-Klassiker nicht nur zum Paradestück für den Analytiker und seine Thesen von Ablösung und Selbstfindung..., sondern erklärt seine immer noch anhaltende Beliebtheit“.
Auch in ihren anderen Kinderbilderbüchern verfolgte die Künstlerin Ähnliches: die Natur wird in vermenschlichter Gestalt gezeigt. Die Geschichten handeln meist in Reimform von der Beziehung des Menschen, meist von Kindern, zur Natur. Diese wird durch Figuren wie Rehe, Hasen, Wichtel oder Wurzelkinder symbolisch dargestellt und soll für Kinder die Vorgänge in der Natur begreiflich machen. Mit ihrem spielerischen Stil, der sich durch fantasievolle Rahmenelemente und kunstvoll ornamentalisierte Pflanzen auszeichnet, beansprucht Sibylle von Olfters einen festen Platz innerhalb der Jugendstil-Buchkunst.
Aus heutiger Sicht schimmern in den Kinderbilderbüchern von Olfers' ihre teilweise antiquiert wirkenden Erziehungsvorstellungen durch:
„dem Zuckerdieb droht die Rute (dreifach auf einer Bildseite dargestellt), wer brav seine Suppe isst, wird mit einem Kringel belohnt in 'Butze Butze Bübchen' (1906); das Tier, das sich seiner Natur gemäß verhält und sich nicht als Spielzeug mißbrauchen lässt, sperrt man zur 'Buße' ein und appelliert an sein 'Scham'-gefühl – so in dem postum 1921 erschienenen, grob gezeichneten 'Brumm-Brumm-Bärchen“.
Fast alle ihrer Werke erschienen in dem seit 1851 bestehenden und renommierten Kinder- und Lehrbuchverlag J. F. Schreiber.

## Werke
Alle Werke sind im Esslinger Verlag (vormals Verlag J. F. Schreiber), Esslingen, erschienen und wurden dort bis heute immer wieder neu aufgelegt.
- Was Marilenchen erlebte. 1905. (Nachdruck: ISBN 978-3-480-22073-1)
- Etwas von den Wurzelkindern. 1906. (Nachdruck: ISBN 978-3-480-22512-5) (Digitalisat einer Ausgabe von 1918)
- Mummelchen und Pummelchen. Eine Hasengeschichte in sieben Bildern. 1906. (Nachdruck: ISBN 978-3-480-07270-5)
- Butze Butze Bübchen. 1906.
- Prinzeßchen im Walde. 1909. (Nachdruck: ISBN 978-3-480-06995-8)
- Windchen. 1910. (Nachdruck: ISBN 978-3-480-22138-7)
- König Löwes Hochzeitsschmaus. 1912, (Nachdruck: ISBN 3-215-07469-9) (Digitalisat der Erstausgabe 1912)
- Brumm-Brumm-Bärchen. 1912.
- Im Schmetterlingsreich. 1916.

Postum erschienen:
- Tierkindergarten. 1952.
- Die schönsten Geschichten von Sybille von Olfers. 2006. (Nachdruck: ISBN 3-480-22161-0)

Als Illustratorin:
- Im Schmetterlingsreich. Mit Versen von Albert Sixtus. 1935. (Nachdruck: Esslinger Verlag Schreiber (Esslinger Reprint), Esslingen 50er Jahre und 2004, ISBN 3-480-22003-7)

Im Schreiber-Museum in Esslingen am Neckar sind mehrere Dioramen zum Thema Wurzelkinder zu sehen.